# Dimitrij Ivanovič Mendelejev
Dimitrij Ivanovič Mendelejev [dimítrij ivánovič mendeléjev] (rusko Дми́трий Ива́нович Менделе́ев), ruski kemik in akademik, * 8. februar 1834, Tobolsk, Tobolska gubernija, Sibirija, Ruski imperij (sedaj Rusija), † 2. februar 1907, Sankt Peterburg.
Znan je po tem, da je formuliral zakon periodike lastnosti kemičnih elementov, na podlagi katerega je sestavil periodni sistem elementov in napovedal lastnosti treh še neodkritih elementov (germanij, galij in skandij) ter popravil podatke o obstoječih znanih elementih, npr. valenco in atomsko težo urana.

## Zgodnje življenje
Mendelejev se je rodil v vasi Verhnije Aremzjani pri Tobolsku v Sibiriji v družini očeta Ivana Pavloviča Mendelejeva (1783–1847) in matere Marije Dimitrijevne Korniljeve (1793–1850). Njegov oče Ivan je bil ravnatelj in učitelj umetnosti, politike in filozofije na Tambovski in Saratovski gimnaziji. Ivanov oče, Pavel Maksimovič Sokolov, je bil duhovnik ruske pravoslavne cerkve iz območja Tvera. Po takratni tradiciji so otroci duhovnikov po udeležbi na teološkem seminarju dobili nov priimek; Ivan je pridobil priimek Mendelejev po lokalnem zemljiškem posestniku.
Marija Korniljeva je izhajala iz znane družine tobolskih trgovcev, ustanoviteljev prve sibirske tiskarne, ki so bili potomci Jakova Korniljeva, posada iz 17. stoletja, ki je postal premožni trgovec. Leta 1889 je lokalni knjižničar objavil članek v tobolskemu časniku, v katerem je trdil, da je bil Jakov krščeni Teleut, narodna manjšina, takrat znana kot »Beli Kalmiki«. Ker ni bilo zagotovljenih nobenih virov in ni bilo razkritih nobenih dokumentiranih dokazov o Jakovem življenju, so biografi na splošno to zavrnili kot mit. Kmalu po Mendelejevi smrti leta 1908 je ena od njegovih nečakinj izdala Družinske kronike. Spomini o D. I. Mendelejevu, v katerih je izrazila »družinsko legendo«, po kateri se je Marijin ded poročil z »lepo Kirgizinjo ali Tatarko, ki jo je tako ljubil, da je po njeni smrti od žalosti umrl tudi sam«. To je sicer v nasprotju z zabeleženimi družinskimi kronikami in nobeno od teh legend ne podpira Mendelejeva avtobiografija ali spomini njegove hčere ali žene. Ne glede na to pa nekateri viri še vedno omenjajo Mendelejevo domnevno »mongolsko«, »tatarsko«, »tartarsko« ali preprosto »azijsko« prednico kot dejstvo.
Mendelejev je bil vzgojen kot pravoslavni kristjan, njegova mati ga je spodbujala, da naj »potrpežljivo išče božansko in znanstveno resnico«. Njegov sin Ivan je pozneje sporočil, da se je Mendelejev ločil od cerkve in je sprejel obliko »romantičnega deizma«.
Mendelejev je bil najmlajši od 17 bratov in sester, od katerih jih je »samo 14 ostalo živih do krsta« po Mendelejevemu bratu Pavlu, kar pomeni, da so ostali umrli že kmalu po rojstvu. Natančno število Mendelejevih sorojencev se razlikuje v različnih virih in je še vedno predmet zgodovinskega spora. Na nesrečo družinskega finančnega stanja je oče kmalu oslepel in izgubil svoje učiteljsko mesto. Njegova mati je bila prisiljena v delo in je ponovno obudila opuščeno družinsko tovarno stekla. Pri 13 letih, po smrti svojega očeta in uničenju materine tovarne v požaru, je Mendelejev postal dijak na gimnaziji v Tobolsku.
Leta 1849 je mati Mendelejeva odpeljala širom Rusije iz Sibirije v Moskvo, z namenom, da bi se Mendelejev vpisal v Moskovsko državno univerzo. Na univerzo ni bil sprejet. Mati in sin sta nadaljevala pot v Sankt Peterburg do univerze, ki jo je obiskoval njegov oče. Po novem revna družina Mendelejevih se je preselila v Sankt Peterburg, kjer se je leta 1850 vpisal na Glavni pedagoški institut. Po diplomi je dobil tuberkolozo, zaradi česar se je leta 1855 preselil na Krimski polotok na severni obali Črnega morja. Med tamkajšnjim bivanjem je postal znanstveni ravnatelj na 1. simferopolski gimnaziji. Leta 1857 se je v celoti ozdravljen vrnil v Sankt Peterburg.
Med letoma 1859 in 1861 se je v Heidelbergu ukvarjal s kapilarnostjo tekočin in delovanjem spektroskopa. Pozneje leta 1861 je izdal učbenik z naslovom Organska kemija. To mu je prineslo Demideovo nagrado Peterburgške akademije znanosti.
Leta 1859 je oblikoval napravo za določanje gostote tekočin.
Leta 1860 se je udeležil Mednarodnega kemijskega kongresa v Karlsruju.
4. aprila 1862 se je zaročil s Feozvo Nikitično Leščevo. Poročila sta se 27. aprila 1862 v cerkvi Nikolajevskega inženirskega instituta v Sankt Peterburgu, na katerem je poučeval.
Leta 1864 je Mendelejev postal profesor na Sanktpeterburškemu tehničnemu institutu, leta 1865 pa na Sankpeterburški državni univerzi. Leta 1865 je postal doktor znanosti s svojo dizertacijo »O kombinacijah vode z alkoholom«. Leta 1867 je dosegel stalno profesuro na Sanktpeterburški univerzi in je začel poučevati anorgansko kemijo in nasledil Voskresenskega na tem mestu; do leta 1871 je transformiral Sankt Peterburg v mednarodno prepoznano središče za raziskovanje kemije.

## Periodni sistem
Leta 1863 je bilo znanih 56 kemijskih elementov in na leto je bil v povprečju odkrit en nov. Drugi znanstveniki so že prej identificirali periodičnost elementov. John Newlands je leta 1864 opisal pravilo oktav in opazil njihovo periodičnost glede na relativno atomsko težo in ga objavil leta 1865. Njegov predlog identificira potencial za nove elemente, kot je germanij. Ta koncept so kritizirali in njegova inovacija ni bila prepoznana v Društvu kemikov do leta 1887. Še ena oseba, ki je predlagala periodni sistem, je bil Lothar Meyer, ki je leta 1864 objavil članek, v katerem je opisal 28 elementov, klasificiranih po njihovi valenci, vendar brez napovedi novih elementov.
Mendelejev je, ko je leta 1867 postal profesor, napisal Načela kemije (rusko Основы химии, latinizirano: Osnovi himii), ki so postala ultimativen učbenik njegovega časa. Objavljena so bila v dveh knjigah med letoma 1868 in 1870 in Mendelejev jih je napisal pri pripravljanju učbenika za njegov predmet. Pri tem je prišel do svojega najpomembnejšega odkritja.
Ko je poskušal klasificirati elemente po njihovih kemijskih lastnostih, je opazil vzorce, ki so ga vodili v postavitev njegovega periodnega sistema; trdil je, da je celotno ureditev elementov predvidel v sanjah:
 V sanjah sem videl sistem, v katerem pridejo vsi elementi na svoje mesto kot je to zahtevano. Ko sem se prebudil, sem ga takoj zapisal na kos papirja in pozneje je bil potreben popravek samo na enem mestu.— Mendelejev, kot ga navaja Inostrantzev
Brez da bi se zavedal predhodnega dela s periodnim sistemom iz 60-ih let 19. stoletja, je ustvaril spodnjo preglednico:
| Cl 35,5 | K 39   | Ca 40  |
| Br 80   | Rb 85  | Sr 88  |
| I 127   | Cs 133 | Ba 137 |

Mendelejev je z dodajanjem dodatnih elementov po tem načinu razvil svojo razširjeno različico periodnega sistema.
1. marca 1869 je objavil prvo različico periodnega sistema elementov.
6. marca 1869 je naredil formalno pripravo v Ruskem kemijskem društvu z naslovom Odvisnost med lastnostmi in atomskimi težami elementov, ki je opisala elemente glede na tako atomsko težo (zdaj imenovana relativna atomska masa), kot tudi valenco.
Ta predstavitev je navajala, da:
1. Elementi, ki so razporejeno glede na njihovo atomsko težo, izražajo očitno periodičnost lastnosti.
2. Elementi, ki so podobni po svojih kemičnih lastnostih, imajo bodisi podobne atomske teže (npr. Pt, Ir, Os), bodisi se njihova atomska teža pravilno povečuje (npr., K, Rb, Cs).
3. Razporeditev elementov v skupine po njihovi atomski teži ustreza t.i. valencam, pa tudi do določene mere njihovim različnim kemijskim lastnostim, kot je očitno med drugim pri seriji Li, Be, B, C, N, O in F.
4. Elementi, ki so najbolj razširjeni, imajo majhno atomsko teže.
5. Magnituda atomske teže določa značilnosti elementa, kot tudi magnituda molekul določa značilnosti sestavljenega telesa.
6. Pričakovati moramo odkritja še veliko neznanih elementov, npr. da elementa analogna aluminiju in siliciju, katerih atomski teži bi bili med 65 in 75.
7. Atomska teža elementa lahko včasih spremenjena z znanjem teh sosednjih elementov. Tako mora biti atomska teža telurja med 123 in 126 in ne more biti 128 (telurjeva atomska teža je 127,6 in Mendelejev se je motil v svoji predpostavki, da se morajo atomske teže povečevati s položajem v periodi).
8. Določene značilne lastnosti elementov lahko napovemo na podlagi njihovih atomskih tež.

Mendelejev je objavil periodni sistem vseh znanih elementov in napovedal več novih elementov za zaključitev sistema v reviji v ruščini. Vsega nekaj mesecev pozneje je Meyer objavil praktično identično tabelo v reviji v nemščini.
Mendelejev ima priznanje, da je natančno napovedal lastnosti tega, kar je poimenoval ekasilicij, ekaaluminij in ekabor, germanij, galij in skandij.
Mendelejev je tudi predlagal spremembe v lastnostih nekaterih znanih elementov. Pred njegovim delom je za uran veljalo, da ima valenco 3 in atomsko težo okrog 120. Mendelejev se je zavedal, da te vrednosti ne ustrezajo njegovemu periodnemu sistemu in ju je povečal za dvakrat na valenco 6 in atomsko teže 240 (blizu sodobne vrednosti 238).
Za svoje tri napovedane elemente je uporabil predpone eka, dvi in tri (ena, dve in tri v sanskrtu). Mendelejev je postavil pod vprašaj nekatere od trenutno uveljavljenih atomskih tež (takrat so jih lahko merili samo z razmeroma nizko natančnostjo) in je poudaril, da se ne ujemajo s tistimi po periodnem zakonu. Opazil je, da ima telur višjo atomsko težo od joda, vendar ju je umestil v pravilnem vrstnem redu ter nepravilno napovedal, da so uveljavljene atomske teže iz tistega časa nepravilne. 
Ni bil prepričan kam uvrstiti znane lantanoide in je napovedal obstoj še ene vrste v preglednici, kar se bili aktinidi, ki so eni od najtežjih po atomski teži. Nekateri ljudje so zavrnili Mendelejevo napoved, da bo elementov še več, vendar se je izkazalo, da je imel prav, ko je bil leta 1875 odkrit galij, leta 1886 pa germanij, ki sta se poponoma prilegala na manjkajoči mesti.
Z uporabo sanskrtskih predpon za poimenovanje »manjkajočih« elementov je Mendelejev morda poravnal svoj dolg do sanskrtskih slovničarjev v antični Indiji, ki so ustvarili teorije jezika na osnovi njihovega odkritja dvodimenzionalnih vzorcev zvokov govora (ponazorjeno s sanskrtsko slovnico Śivasūtrasa in Pāṇinija). Mendelejev je bil prijatelj in kolega sanskrtista Otta von Böhtlingka, ki je približno v tem času pripravljal drugo izdajo svoje knjige o Pāṇiniu in Mendelejev je želel počastiti Pāṇinija z njegovo nomenklaturo.
Prvotni osnutek Mendelejeva so našli leta pozneje in objavili pod naslovom Začasni sistem elementov«.
Dmitrija Mendelejeva pogosto imenujejo za očeta periodnega sistema. Njegovo preglednico ali matriko je imenoval Periodni sistem.
V sekciji za študije plinov in tekočin je Mendelejev naredil 54 del.
Mesto silikatov v naravi je Mendelejev opredelil jasno in jedrnato:
Kot je organska snov pogojena s prisotnostjo in izobiljem ogljika, tako ima mineralno kraljestvo v izobilju silicijeve spojine.

## Poznejše življenje
Leta 1876 je postal obseden z Ano Ivanovno Popovo in ji je pričel dvoriti; leta 1881 jo je zaprosil za roko in zagrozil s samomorom, če ga bo zavrnila. Mesec po poroki s Popovo (2. aprila) se je na začetku leta 1882 zaključila ločitev od dotedanje žene Leščeve. Celo po poroki je bil Mendelejev tehnično bigamist, saj je Ruska pravoslavna cerkev zahtevala, da mine vsaj sedem let pred ponovnim zakonom. Njegova ločitev in povezana kontroverznost je prispevala k temu, da mu je spodletela kandidatura za Rusko akademijo znanosti (kljub njegovi takratni mednarodni slavi). Njegova hči iz drugega zakona, Ljubov, je postala žena znanega ruskega pesnika Aleksandra Bloka. Njegovi drugi otroci so bili sin Vladimir (mornar, udeležil se je opaznega vzhodnega potovanja Nikolaja II.) in hči Olga iz njegovega prvega zakona s Feozvo ter sin Ivan in dve dvojčici od Ane.
Čeprav je bil Mendelejev široko čaščen v znanstvenih organizacijah širom Evrope, in je med drugim prejel Davyjevo medaljo od Kraljeve družbe v Londonu leta 1882 (in Copleyjevo medaljo leta 1905), je 17. avgusta 1890 odstopil iz Sanktpeterburške univerze. Leta 1892 so ga izvolili za tujega člana Kraljeve družbe, leta 1893 pa je bil postavljen na mesto direktorja Biroja za uteži in mere, mesto, ki ga je zasedal do svoje smrti.
Mendelejev je preučeval tudi sestavo nafte in je pomagal ustanoviti prvo rafinerijo nafte v Rusiji. Prepoznal je pomen nafte kot surovino za petrokemikalije. Pripisujejo mu pripombo, da bi kurjenje nafte kot gorivo bilo »podobno kurjenju kuhinjske peči z bankovci«.
Mendelejev je bil trikrat nominiran za Nobelovo nagrado za kemijo, v zadnjih treh letih svojega življenja, v letih 1905, 1906 in 1907 z devetimi nominacijami. Leta 1905 je bil izvoljen za člana Kraljeve švedske akademije znanosti in je prejel tri nominacije. Bil je tudi izvoljen za mednarodnega člana Ameriškega filozofskega združenja. Naslednje leto je prejel štiri nominacije in Nobelov komite za kemijo je predlagal Švedski akademiji, da mu podeli Nobelovo nagrado za kemijo za leto 1906 za njegovo odkritje periodnega sistema. Kemijska sekcija Švedske akademije je to priporočilo podprla. Akademija naj bi nato podprla izbiro komiteja, kot je skoraj v vsakem primeru. Toda nepričakovano se na polnem sestanku akademije Peter Klason ni strinjal in je predlagal kandidaturo Henrija Moissana. Svante Arrhenius je, čeprav ni bil član Nobelovega komiteja za kemijo, imel velik vpliv v akademiji in je pritiskal za zavrnitev Mendelejeva, trdeč da je bil periodni sistem prestar, da bi to obeležili leta 1906. Po sodobnikih je bil Arrhenius motiviran zaradi zamere proti Mendelejevu zaradi njegove kritike Arrheniusove teorije disociacije. Po razgreti debati je večina akademije z enim glasom razlike izbrala Moissana. Dve nominaciji Mendelejeva leta 1907 je ponovno zavrnila absolutna opozicija Arrheniusa.
Mendelejev je umrl leta 1907 v Sankt Peterburgu v starosti 72 let zaradi gripe, vsega šest dni pred svojim 73. rojstnim dnevom. Njegove zadnje besede so bile namenjene zdravniku: »Doktor, vi imate znanost, jaz imam vero«, kar bi bil lahko navedek Julesa Verna. Pokopan je bil na Volkovskem pokopališču.

## Drugi dosežki
Mendelejev je imel tudi druge pomembne prispevke k znanosti. Ruski kemik in znanstveni zgodovinar Lev Aleksandrovič Čugajev ga je opisal kot

»genij kemik, prvorazredni fizik, plodovit raziskovalec v poljih hidrodinamike, meteorologije, geologije, določenih vej kemične tehnologije (npr. eksplozivi, nafta in goriva) in drugih disciplin sorodnih kemiji in fiziki, celoviti ekspert kemične industrije in industrije na splošno, originalni mislec na polju ekonomije [...]«
Mendelejev je bil leta 1868 eden od ustanoviteljev Ruske kemijske družbe. Delal je na teoriji in praksi protekcionistične trgovine in kmetijstva.
V poskusu kemične koncepcije etra je postavil hipotezo, da obstajata dva inertna kemična elementa z manjšo atomsko težo od vodika. Od teh dveh predlaganih elementov je verjel, da je lažji vsepenetratujoč, vseprodoren plin in rahlo težji od predlaganega elementa koronija.
Mendelejev je posvetil veliko študij in je naredil pomembne prispevke k določanju narave takih neskončnih spojin, kot rešitev.
V še enemu oddelku fizikalne kemije je raziskoval ekspanzijo tekočin s toploto in je oblikoval formulo podobno Gay-Lussacovemu zakonu uniformnosti ekspanzije plinov, medtem ko je leta 1861 napovedal koncepcijo Thomasa Andrewsa kritične temperature plinov z definiranjem absolutne točke vrenja za substance kot temperaturo, pri kateri kohezija in toplota vaporizacije postaneta enaki ničli in tekočine se spreminjajo v hlape, ne glede na pritisk in prostornino.
Mendelejevu pripisujejo zasluge za vpeljavo metričnega sistema v Ruskem imperiju.
Izumil je pirokolodijon, vrsto nedimnega praha na osnovi nitroceluloze. To delo je bilo sprejeto v Ruski imperialni mornarici, vendar ni bilo dano v uporabo. Leta 1892 je Mendelejev organiziral njegovo proizvodnjo.
Mendelejev je preučeval izvor nafte; zaključil je, da so ogljikovodiki abiogenični in se oblikujejo globoko pod zemljo. Napisal je: »Glavno dejstvo je, da se je nafta rodila globoko v globinah zemlje in samo tam moramo iskati njen izvor«.
Leta 1859 je oblikoval napravo za določanje gostote tekočin. V letih 1865–1887 je ustvaril hidratno teorijo rešitev.
Na neki točki so bila zanimanja Mendelejeva blizu mineralogiji. Njegova zbirka mineralov je bila skrbno ohranjena in je zdaj v Muzeju mineralogije v Sanktpeterburški univerzi.

### Kemija silikatov
Ta del dela Mendelejeva se ni izrazil v rezultatih na ravni naravoslovnih znanosti kot celote, vendar je kljub temu, kot vse v njegovi raziskovalni praksi, integralni del in mejnik na poti do njih in v nekaterih primerih njihova osnova in je izjemno pomembno za razumevanje razvoja teh študij. Kot bo postalo očitno iz tega kar sledi, je močno povezano z osnovnimi sestavnimi deli znanstvenega pogleda na svet in pokriva področja od izomorfizma in temeljev kemije do osnove periodičnega zakona, od razumevanja narave rešitev do pogledov na strukturo snovi.
Prva dela Mendelejeva so kemične analize silikatov iz leta 1854. To so bile študije ortita s Finske in piroksena s Ruskiale na Finskem; tretja analiza mineralnega glinenega kamna  umbra poroča samo Stepan Semjonovič Kutorga v sporočilu Ruski geografski družbi. Mendelejev se je vrnil k težavam analitične kemije silikatov v povezavi s svojimi magistrskimi izpiti - njegov napisan odgovor obravnava analizo silikatov, ki vsebujejo litij. Ta majhna serija del služi za vzbujanje raziskovalčevega zanimanja za izomorfizem: znanstvenik primerja kompozicijo ortita s kompozicijo drugih podobnih mineralov in pride do zaključka, da takšna primerjava omogoča, da se zgradi izomorfična serija s spreminjajočo se kemično sestavo.

## Dejavnosti onkraj kemije
Začenši v 70-ih letih 19. stoletja je objavljal široko onkraj kemije, preučeval je aspekte ruske industrije in tehnične težave v kmetijski produktivnosti. Raziskoval je demografske težave, sponzoriral je študije Arktičnega oceana in poskušal izmeriti učinkovitost kemičnih gnojil ter promoviral trgovsko mornarico. Še posebno je bil dejaven na področju izboljševanja ruske naftne industrije in je izdelal natančno primerjavo z bolj napredno industrijo v Pennsylvaniji. Čeprav ni bil strokovnjak za ekonomijo, je opazoval industrijo med svojimi evropskimi potovanju in leta 1891 je uspel prepričati Ministrstvo za finance, da je naložilo začasne carine z namenom krepitve novih ruskih industrij.
Leta 1890 je odstopil s svojega profesorskega mesta na Sanktpeterburški univerzi po sporu z uradniki na Ministrstvu za izobraževanje zaradi ravnanja z univerzitetnimi študenti. Leta 1892 je postal direktor ruskega osrednjega biroja za uteži in mere ter je vodil postopek standardiziranja osnovnih prototipov in merskih postopkov. Postavil je inšpekcijski sistem in vpeljal metrični sistem v Rusijo.
Nasprotoval je znanstvenim trditvam o spiritualizmu in trdil, da ni metafizični idealizem nič drugega kot ignorantsko praznoverje. Pritožil se je zaradi široko razširjenega sprejemanja spiritualizma v ruski kulturi in njegovih negativnih učinkov na študije znanosti.
Bil je mnenja, da bi moralo biti v Biroju za uteži in mere zaposlenih več žensk. Podpiral in doniral je sredstva za Bestužovske tečaje za študij žensk.
Leta 1905 se je pridružil Zvezi ruskega naroda.

### Mit o vodki
Zelo priljubljena ruska zgodba pripisuje Mendelejevu postavitev 40 % standardne jakosti vodke. Tako npr. vodka Ruski standard oglašuje: »Leta 1894 je Dmitrij Mendelejev, največji znanstvenik v vsej Rusiji, prejel odlok za nastavitev imperialnega standarda kakovosti za rusko vodko in rojen je bil »Ruski standard«.« Drugi navajajo, da je bila »največja kakovost ruske vodke potrjena v komisiji v carski vladi, ki jo je leta 1894 vodil Mendelejev«.
Dejansko je standard 40 % uveljavila ruska vlada že leta 1843, ko je bil Mendelejev star devet let. Res je, da je Mendelejev leta 1892 postal vodja Arhiva za uteži in mere v Sankt Peterburgu in ga je naslednje leto razvil v vladni biro, toda ta institucija je bila zadolžena za standardiziranje ruskih trgovinskih uteži in merilnih instrumentov in ne postavljanje kakršnihkoli proizvodnih kakovostnih standardov. Poleg tega je imela Mendelejeva doktorska dizertacija iz leta 1865 naslov Diskurz o kombinaciji alkohola in vode, vendar je obravnavala samo alkohol medicinske jakosti s koncentracijami nad 70 % in ni nikoli pisal česarkoli o vodki.

## Poimenovanja
Po imenu in dosežkih znanstvenika je poimenovanih več krajev in objektov.
V Sankt Peterburgu je bil po njem poimenovan Institut D. I. Mendelejeva za metrologijo, Nacionalni metrološki institut, ki se je ukvarjal z vzpostavitvami in podpiranjem nacionalnih in svetovnih standardov za natančne meritve. Poleg njega je spomenik Mendelejevu, ki ga sestavlja njegov sedeči kip in upodobitev njegovega periodnega sistema na zidu ustanove. 
Stavba Dvanajst kolegijev, ki je danes središče Sanktpeterburške državne univerze, v času Mendelejeva pa je bila Glavni pedagoški institut, je danes Spominsko muzejsko stanovanje Dmitrija Mendelejeva z njegovimi arhivi. Ulica pred njimi je poimenovana po njem kot Mendelejevska linija.
V Moskvi je Ruska državna univerza za kemijo in tehnologijo Mendelejeva.
Po Mendelejevu je bil poimenovan mendelevij, sintetični kemijski element s simbolom Md (prej Mv) in atomskim številom 101. Je kovinski radioaktivni transuranski element v seriji aktinidov, običajno sintetiziran z bombardiranjem ajnštajnija z alfa delci.
Mineral mendelejevit-Ce, Cs
6(Ce
22Ca
6)(Si
70O
175)(OH,F)
14(H
2O)
21, je bil leta 2010 poimenovan v čast Mendelejevu. Sorodni mendelejevit-Nd, Cs
6[(Nd,REE)
23Ca
7](Si
70O
175)(OH,F)
19(H
2O)
16, je bil opisan leta 2015.
Po imenu znanstvenika je bil poimenovan tudi velik udarni krater, ki leži na oddaljeni strani Lune.
Ruska akademija znanosti od leta 1965 občasno podeljuje zlato medaljo Mendelejeva.
8. februarja 2016 je Google praznoval 182-letnico Mendelejevega rojstva s skico.
Po njem se imenuje tudi mesto Mendelejevsk v Tatarstanu, kjer je vzpostavil proizvodnjo brezdimnega smodnika